# Jaekelopterus
Jaekelopterus és un gènere d'euriptèrides depredadors, un grup d'artròpodes aquàtics extingits. S'han descobert fòssils de Jaekelopterus en jaciments de l'època del Devonià inferior, de les etapes Praguià i Emsià.
Hi ha dues espècies conegudes: l'espècie tipus J. rhenaniae (dels estrats d'aigua salabrosa a dolça a Renània), i J. howelli (dels estrats d'estuaris de Wyoming).
El nom genèric combina el nom del paleontòleg alemany Otto Jaekel, que va descriure l'espècie tipus, i la paraula grega πτερόν (pteron) que significa «ala».
Basant-se en les restes fòssils aïllades d'un gran quelícer (urpa) de la Formació Klerf d'Alemanya, s'ha estimat que J. rhenaniae va assolir una mida d'uns 2,3-2,6 metres, el que el converteix en l'artròpode més gran que s'hagi descobert mai, superant altres artròpodes grans com ara els seus companys euriptèrides i els artròpodes com Acutiramus i Pterygotus i els milpeus Arthropleura. J. howelli era molt més petit, arribant als 80 centímetres de llargada.
En aparença general, Jaekelopterus és similar a altres euriptèrides pterigòtids; posseeix un tèlson (el segment més posterior del cos) gran i expandit i pinces i extremitats anteriors engrandides. Ambdues espècies de Jaekelopterus es van descriure per primera vegada com a espècies del Pterygotus estretament relacionat, però es van crear com un gènere separat basant-se en una diferència observada en l'apèndix genital. Tot i que des d'aleshores aquesta característica ha demostrat ser una identificació errònia, s'han identificat altres trets que distingeixen el gènere dels seus parents, inclòs un tèlson amb forma triangular i una inclinació diferent dels denticles de les urpes.
Els quelícers i els ulls compostos de Jaekelopterus indiquen que era actiu i potent amb una gran agudesa visual, molt probablement un depredador alfa als ecosistemes de l'Euramèrica del Devonià inferior. Encara que els euriptèrides com el Jaekelopterus sovint s'anomenen «escorpins marins», els estrats en què s'han trobat fòssils de Jaekelopterus suggereixen que vivia en ambients d'aigua dolça.

## Descripció

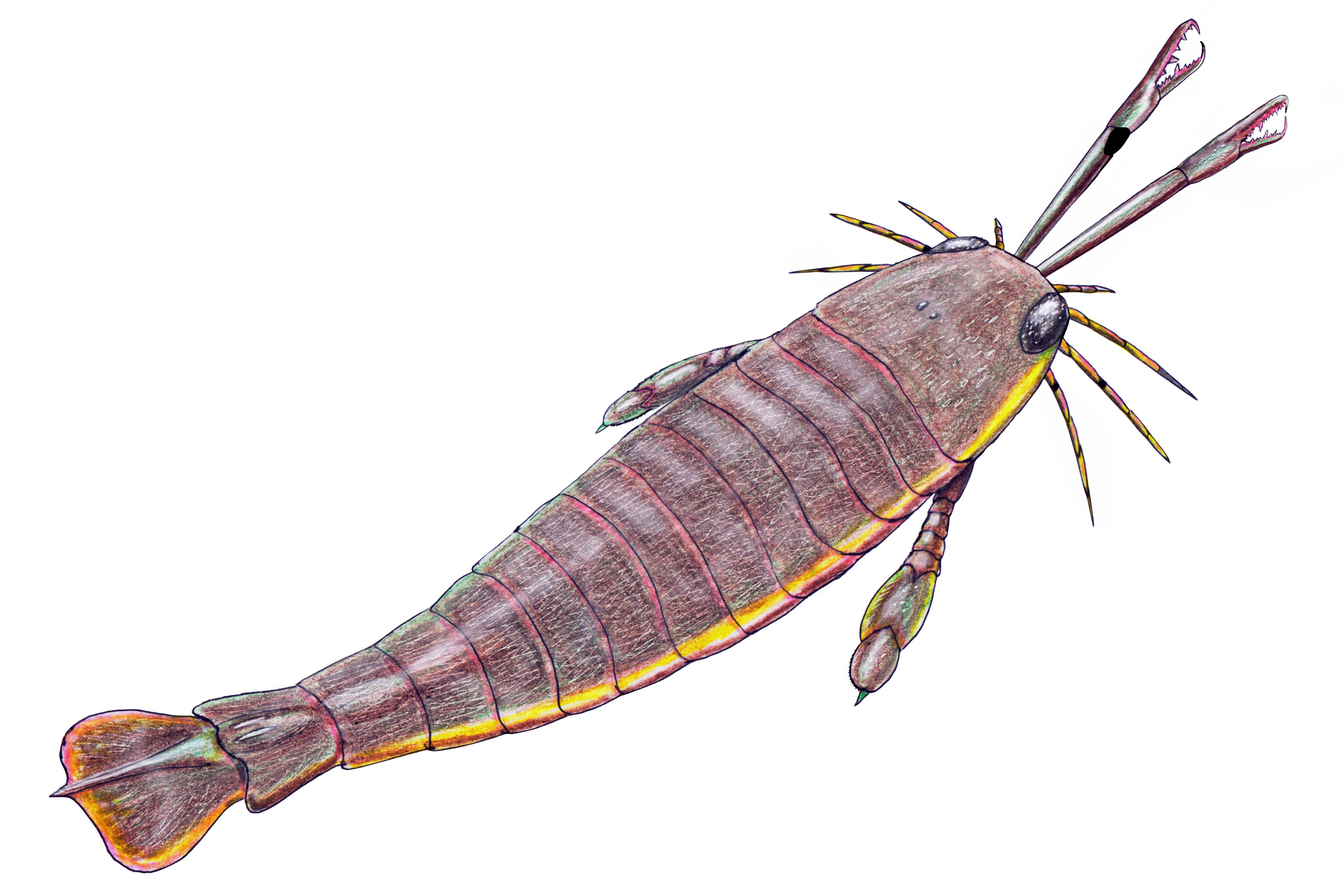
Restauració de J. rhenaniae

Jaekelopterus és l'euriptèrid i l'artròpode més gran conegut que ha existit mai. Això es va determinar a partir d'un quelícer (urpa) de la formació Klerf de l'Emsià de Willwerath (Alemanya), que mesura 36,4 centímetres de llarg, però li falta una quarta part de la seva longitud, cosa que suggereix que el quelícer complet hauria tingut 45,5 centímetres de llarg. Si la relació entre la longitud del cos i la longitud dels quelícers coincideix amb la d'altres pterigòtids gegants, com ara Acutiramus i Pterygotus, on la relació entre la mida de les urpes i la longitud del cos és relativament consistent, l'organisme que posseïa els quelícers hauria mesurat entre 233 i 259 centímetres de llarg. Amb els quelícers estesos, s'afegiria un altre metre a aquesta longitud. Aquesta estimació supera en gairebé mig metre la mida corporal màxima de tots els altres artròpodes gegants coneguts, encara que no s'incloguin els quelícers estesos.
Jaekelopterus és semblant a altres euríptèrides pterigòtids en la seva morfologia global, però es distingeix pel seu tèlson triangular (el segment més posterior del seu cos) i els denticles principals inclinats a les seves branques quelicerals (la part mòbil de les urpes). Els pterigòtids, un grup d'euríptèrids molt derivats («avançats»), es diferencien d'altres grups en diverses característiques, especialment en els quelícers i el tèlson. Els quelícers dels Pterygotidae són engrandits i robusts, clarament adaptats per a la captura activa de preses, amb queles (pinces) més semblants a les urpes d'alguns crustacis moderns, amb dents ben desenvolupades a les urpes, en relació amb els quelícers d'altres grups euriptèrides. Una altra característica que distingeix el grup d'altres grups d'euriptèrides són els seus tèlsons aplanats i expandits, probablement utilitzats com a timons quan nedaven.
J. howelli, conegut per més de 30 exemplars, té un patró de denticulació gairebé idèntic als quelícers, com J. rhenaniae, i també conserva un marge posterior aplanat del tèlson, que dona lloc a una forma triangular, com J. rhenaniae. El seu marge de tèlson serrat i l'allargament massiu del segon denticle intermedi el distingeix clarament de J. rhenaniae. A més, l'apèndix genital tipus A no està bifurcat al seu extrem. J. howelli és molt més petit que J. rhenaniae, arribant als 80 centímetres de llargada.

## Història i recerca

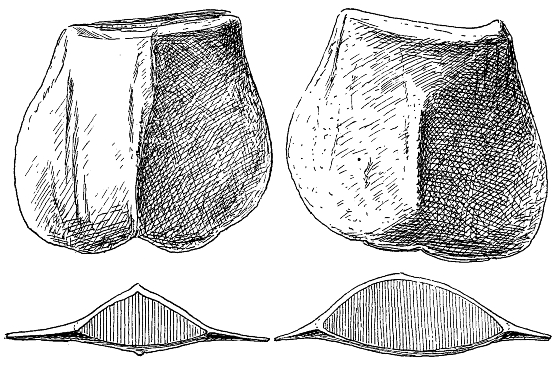
Il·lustració de l'espècimen holotip de Pterygotus rhenaniae, un pretelson, d'Otto Jaekel, 1914

Jaekelopterus va ser descrit originalment com una espècie de Pterygotus, P. rhenaniae, l'any 1914 pel paleontòleg alemany Otto Jaekel basant-se en un pretèlson fòssil aïllat (el segment que precedeix directament al tèlson) que va rebre i que havia estat descobert a Alken, als dipòsits del Devonià inferior de Renània (Alemanya). Jaekel va considerar que el pretèlson era característic de Pterygotus, altres elements descoberts que diferien poc de les espècies conegudes anteriorment d'aquest gènere, com ara P. buffaloensis, i va estimar que la longitud de l'animal en vida era d'aproximadament 1 metre (1,5 metres si s'inclouen els quelícers).
A partir d'un material més complet, que inclou apèndixs genitals, quelícers i fragments del metastoma (una gran placa que forma part de l'abdomen) i tèlson descoberts pel paleontòleg alemany Walter R. Gross prop de Overath (Alemanya), el paleontòleg noruec Leif Størmer va proporcionar una descripció més completa i detallada de l'espècie el 1936. Størmer va interpretar els apèndixs genitals com a segmentats, diferents d'altres espècies de Pterygotus.
El paleontòleg britànic Charles D. Waterston va erigir el gènere Jaekelopterus l'any 1964 per acomodar-se a Pterygotus rhenaniae, que considerava prou diferent d'altres espècies de Pterygotus com per justificar el seu propi gènere, principalment perquè els apèndixs abdominals de Jaekelopterus eren segmentats com a oposats a Pterygotus. Waterston va diagnosticar Jaekelopterus com un pterigòtid amb apèndixs genitals segmentats, un prosoma trapezoïdal, quelícers estrets i llargs amb dents terminals gairebé en angle recte amb la rama i les dents primàries lleugerament inclinades anteriorment, i amb un tèlson amb una columna vertebral terminal expandida i quilla dorsal. El nom genèric fa honor a Otto Jaekel; la paraula grega πτερόν (pteron), que significa «ala», és un epítet comú en els noms euriptèrids.
L'any 1974, Størmer va erigir una nova família per allotjar el gènere, Jaekelopteridae, a causa de les suposades diferències considerables entre l'apèndix genital de Jaekelopterus i altres pterigòtids. Des d'aleshores, s'ha demostrat que aquesta característica divergent representa una interpretació errònia de Størmer el 1936, ja que l'apèndix genital de Jaekelopterus no està segmentat com el de Pterygotus. Com a tal, la família Jaekelopteridae ha estat posteriorment rebutjada i tractada com a sinònim de la família Pterygotidae.
Una altra espècie de Pterygotus, P. howelli, va ser nomenada pel paleontòleg estatunidenc Erik Kjellesvig-Waering i Størmer l'any 1952 a partir d'un tèlson fòssil i tergita (la part dorsal d'un segment corporal) dels dipòsits del Devonià inferior de la formació Beartooth Butte a Wyoming. El nom de l'espècie «howelli» fa honor al doctor Benjamin Howell de la Universitat de Princeton, que va cedir els exemplars fòssils examinats a la descripció a Kjellesvig-Waering i Størmer. Aquesta espècie va ser assignada a Jaekelopterus com a Jaekelopterus howelli pel paleontòleg noruec O. Erik Tetlie el 2007.

## Classificació
Jaekelopterus es classifica dins de la família Pterygotidae, a la superfamília Pterygotioidea. Jaekelopterus és similar a Pterygotus, pràcticament només diferenciat en les característiques del seu apèndix genital i potencialment el seu tèlson. Les estretes similituds entre els dos gèneres han fet que alguns investigadors es qüestionin si els pterigòtids estan dividits en excés a nivell genèric. Basant-se en algunes similituds en l'apèndix genital, els paleontòlegs estatunidencs James C. Lamsdell i David A. Legg van suggerir l'any 2010 que Jaekelopterus, Pterygotus i fins i tot Acutiramus podrien ser sinònims l'un de l'altre. Tot i que s'han observat diferències en els quelícers, aquestes estructures van ser qüestionades com a base de distincions genèriques en euríptèrids per Charles D. Waterston el 1964, ja que la seva morfologia depèn de l'estil de vida i varia al llarg de l'ontogènia (el desenvolupament de l'organisme després del seu naixement). Tot i que la morfologia del tèlson es pot utilitzar per distingir els gèneres dels euriptèrids, Lamsdell i Legg van assenyalar que el tèlson triangular de Jaekelopterus encara podria caure dins del rang morfològica dels telsons en forma de paleta presents a Pterygotus i Acutiramus. Els apèndixs genitals poden variar fins i tot dins dels gèneres; per exemple, l'apèndix genital d'Acutiramus canvia d'espècie a espècie, sent forma de cullera en espècies anteriors i després es torna bilobulat i finalment comença a semblar-se a l'apèndix de Jaekelopterus. Lamsdell i Legg van concloure que cal una anàlisi filogenètica inclusiva amb múltiples espècies d'Acutiramus, Pterygotus i Jaekelopterus per resoldre si els gèneres són sinònims els uns dels altres.

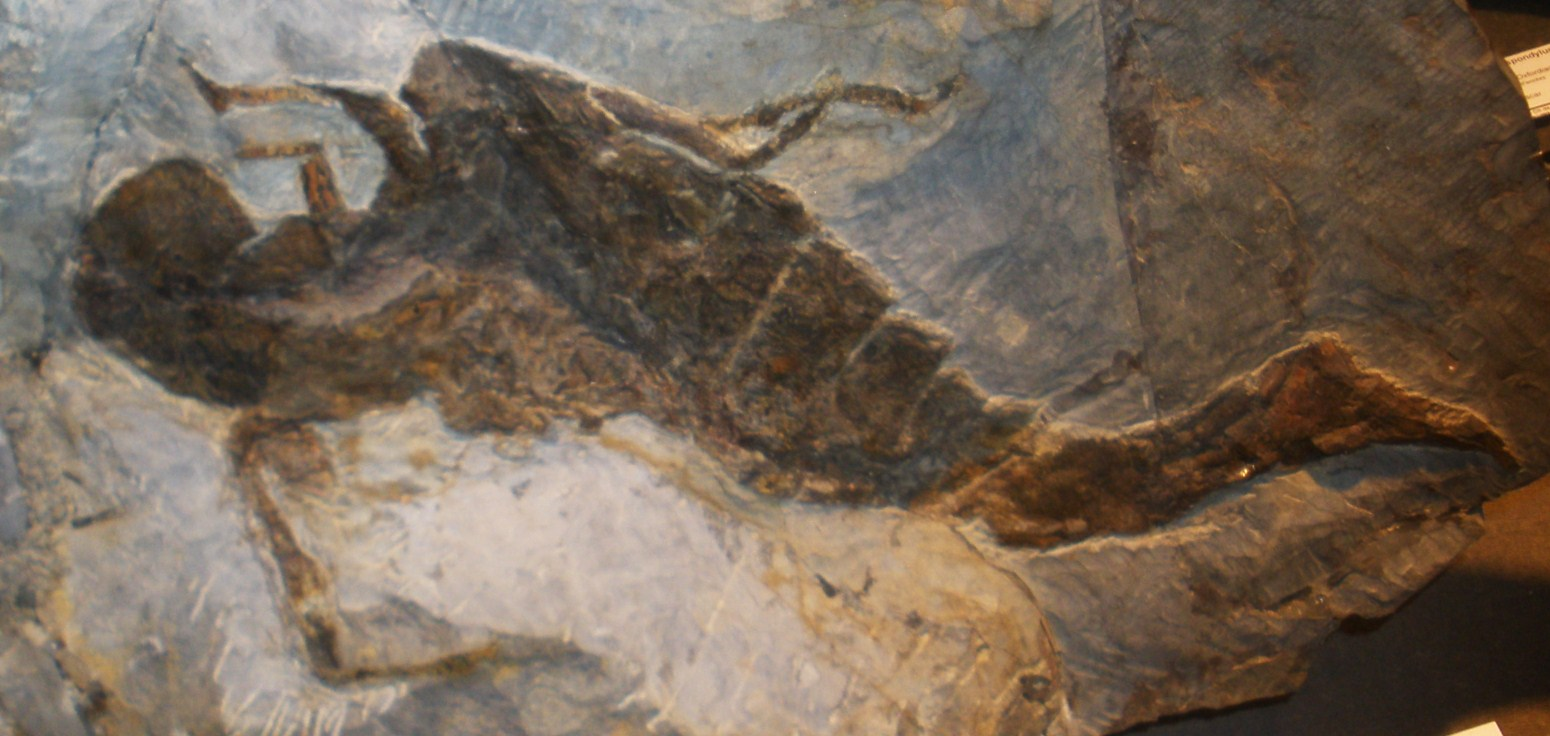
Fòssil de J. rhenaniae a la Fira de Minerals de Múnic
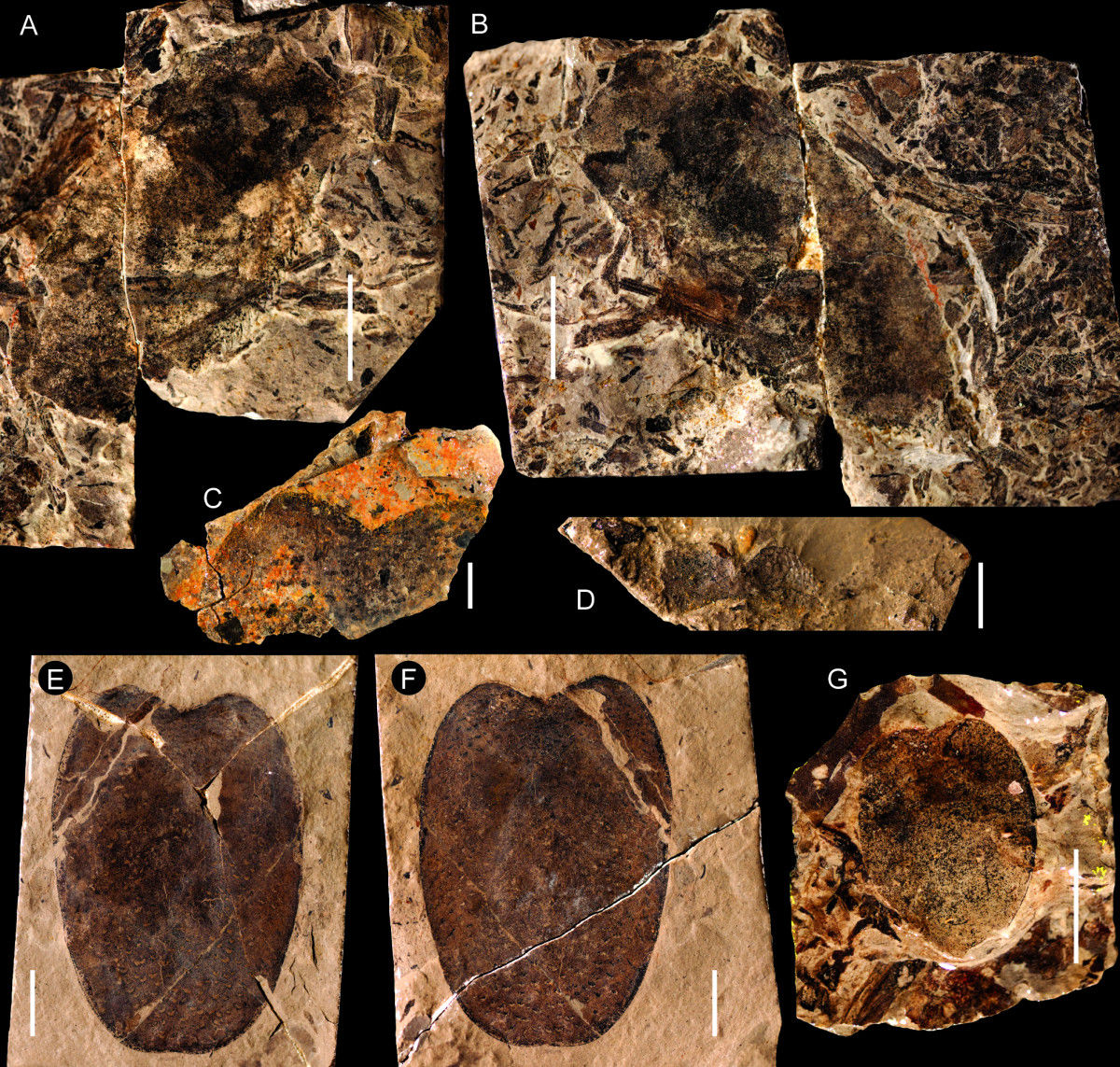
Paleta fòssil (A–B) i metastoma (C–G) de J. howelli

El cladograma següent es basa en les nou espècies de pterigòtids més conegudes i en dos tàxons externs ((Slimonia acuminata i Hughmilleria socialis). Jaekelopterus s'havia classificat prèviament com un tàxon germà basal de la resta dels Pterygotidae des de la seva descripció com a gènere separat per part de Waterston el 1964 a causa dels seus apèndixs genitals suposadament segmentats (fusionats i no dividits en altres pterigòtids), però un nou estudi dels exemplars en qüestió va revelar que el Jaekelopterus també era un apèndix genital no dividit. El material examinat i l'anàlisi filogenètica realitzada pel paleontòleg britànic Simon J. Braddy, el paleontòleg alemany Markus Poschmann i O. Erik Tetlie l'any 2007 van revelar que Jaekelopterus no era un pterigòtid basal, sinó un dels tàxons més derivats del grup. El cladograma també conté les mides màximes aconseguides per l'espècie en qüestió, que es va suggerir que possiblement havia estat un tret evolutiu del grup segons la regla de Cope («gigantisme filètic») de Braddy, Poschmann i Tetlie.
|  | Erettopterus waylandsmithi (60 cm)                                                                  |
|  | |
|  | Erettopterus osiliensis (90 cm)                                                                     |
|  | |
|  | \| \| Erettopterus serricaudatus (60 cm) \| \| \| \| \| \| Erettopterus bilobus (70 cm) \| \| \| \| |
|  | |
|  | Erettopterus serricaudatus (60 cm)                                                                  |
|  | |
|  | Erettopterus bilobus (70 cm)                                                                        |
|  | |

|  | Erettopterus serricaudatus (60 cm) |
|  |                                    |
|  | Erettopterus bilobus (70 cm)       |
|  |                                    |

|  | Jaekelopterus rhenaniae (250 cm)                                                                     |
|  | |
|  | \| \| Acutiramus macrophthalmus (200 cm) \| \| \| \| \| \| Acutiramus bohemicus (210 cm) \| \| \| \| |
|  | |
|  | Acutiramus macrophthalmus (200 cm)                                                                   |
|  | |
|  | Acutiramus bohemicus (210 cm)                                                                        |
|  | |

|  | Acutiramus macrophthalmus (200 cm) |
|  |                                    |
|  | Acutiramus bohemicus (210 cm)      |
|  |                                    |

|  | Jaekelopterus rhenaniae (250 cm)                                                                     |
|  | |
|  | \| \| Acutiramus macrophthalmus (200 cm) \| \| \| \| \| \| Acutiramus bohemicus (210 cm) \| \| \| \| |
|  | |
|  | Acutiramus macrophthalmus (200 cm)                                                                   |
|  | |
|  | Acutiramus bohemicus (210 cm)                                                                        |
|  | |

|  | Acutiramus macrophthalmus (200 cm) |
|  |                                    |
|  | Acutiramus bohemicus (210 cm)      |
|  |                                    |

|  | Erettopterus waylandsmithi (60 cm)                                                                  |
|  | |
|  | Erettopterus osiliensis (90 cm)                                                                     |
|  | |
|  | \| \| Erettopterus serricaudatus (60 cm) \| \| \| \| \| \| Erettopterus bilobus (70 cm) \| \| \| \| |
|  | |
|  | Erettopterus serricaudatus (60 cm)                                                                  |
|  | |
|  | Erettopterus bilobus (70 cm)                                                                        |
|  | |

|  | Erettopterus serricaudatus (60 cm) |
|  |                                    |
|  | Erettopterus bilobus (70 cm)       |
|  |                                    |

|  | Jaekelopterus rhenaniae (250 cm)                                                                     |
|  | |
|  | \| \| Acutiramus macrophthalmus (200 cm) \| \| \| \| \| \| Acutiramus bohemicus (210 cm) \| \| \| \| |
|  | |
|  | Acutiramus macrophthalmus (200 cm)                                                                   |
|  | |
|  | Acutiramus bohemicus (210 cm)                                                                        |
|  | |

|  | Acutiramus macrophthalmus (200 cm) |
|  |                                    |
|  | Acutiramus bohemicus (210 cm)      |
|  |                                    |

|  | Jaekelopterus rhenaniae (250 cm)                                                                     |
|  | |
|  | \| \| Acutiramus macrophthalmus (200 cm) \| \| \| \| \| \| Acutiramus bohemicus (210 cm) \| \| \| \| |
|  | |
|  | Acutiramus macrophthalmus (200 cm)                                                                   |
|  | |
|  | Acutiramus bohemicus (210 cm)                                                                        |
|  | |

|  | Acutiramus macrophthalmus (200 cm) |
|  |                                    |
|  | Acutiramus bohemicus (210 cm)      |
|  |                                    |

|  | Erettopterus waylandsmithi (60 cm)                                                                  |
|  | |
|  | Erettopterus osiliensis (90 cm)                                                                     |
|  | |
|  | \| \| Erettopterus serricaudatus (60 cm) \| \| \| \| \| \| Erettopterus bilobus (70 cm) \| \| \| \| |
|  | |
|  | Erettopterus serricaudatus (60 cm)                                                                  |
|  | |
|  | Erettopterus bilobus (70 cm)                                                                        |
|  | |

|  | Erettopterus serricaudatus (60 cm) |
|  |                                    |
|  | Erettopterus bilobus (70 cm)       |
|  |                                    |

|  | Jaekelopterus rhenaniae (250 cm)                                                                     |
|  | |
|  | \| \| Acutiramus macrophthalmus (200 cm) \| \| \| \| \| \| Acutiramus bohemicus (210 cm) \| \| \| \| |
|  | |
|  | Acutiramus macrophthalmus (200 cm)                                                                   |
|  | |
|  | Acutiramus bohemicus (210 cm)                                                                        |
|  | |

|  | Acutiramus macrophthalmus (200 cm) |
|  |                                    |
|  | Acutiramus bohemicus (210 cm)      |
|  |                                    |

|  | Jaekelopterus rhenaniae (250 cm)                                                                     |
|  | |
|  | \| \| Acutiramus macrophthalmus (200 cm) \| \| \| \| \| \| Acutiramus bohemicus (210 cm) \| \| \| \| |
|  | |
|  | Acutiramus macrophthalmus (200 cm)                                                                   |
|  | |
|  | Acutiramus bohemicus (210 cm)                                                                        |
|  | |

|  | Acutiramus macrophthalmus (200 cm) |
|  |                                    |
|  | Acutiramus bohemicus (210 cm)      |
|  |                                    |

|  | Erettopterus waylandsmithi (60 cm)                                                                  |
|  | |
|  | Erettopterus osiliensis (90 cm)                                                                     |
|  | |
|  | \| \| Erettopterus serricaudatus (60 cm) \| \| \| \| \| \| Erettopterus bilobus (70 cm) \| \| \| \| |
|  | |
|  | Erettopterus serricaudatus (60 cm)                                                                  |
|  | |
|  | Erettopterus bilobus (70 cm)                                                                        |
|  | |

|  | Erettopterus serricaudatus (60 cm) |
|  |                                    |
|  | Erettopterus bilobus (70 cm)       |
|  |                                    |

|  | Jaekelopterus rhenaniae (250 cm)                                                                     |
|  | |
|  | \| \| Acutiramus macrophthalmus (200 cm) \| \| \| \| \| \| Acutiramus bohemicus (210 cm) \| \| \| \| |
|  | |
|  | Acutiramus macrophthalmus (200 cm)                                                                   |
|  | |
|  | Acutiramus bohemicus (210 cm)                                                                        |
|  | |

|  | Acutiramus macrophthalmus (200 cm) |
|  |                                    |
|  | Acutiramus bohemicus (210 cm)      |
|  |                                    |

|  | Jaekelopterus rhenaniae (250 cm)                                                                     |
|  | |
|  | \| \| Acutiramus macrophthalmus (200 cm) \| \| \| \| \| \| Acutiramus bohemicus (210 cm) \| \| \| \| |
|  | |
|  | Acutiramus macrophthalmus (200 cm)                                                                   |
|  | |
|  | Acutiramus bohemicus (210 cm)                                                                        |
|  | |

|  | Acutiramus macrophthalmus (200 cm) |
|  |                                    |
|  | Acutiramus bohemicus (210 cm)      |
|  |                                    |

|  | Erettopterus waylandsmithi (60 cm)                                                                  |
|  | |
|  | Erettopterus osiliensis (90 cm)                                                                     |
|  | |
|  | \| \| Erettopterus serricaudatus (60 cm) \| \| \| \| \| \| Erettopterus bilobus (70 cm) \| \| \| \| |
|  | |
|  | Erettopterus serricaudatus (60 cm)                                                                  |
|  | |
|  | Erettopterus bilobus (70 cm)                                                                        |
|  | |

|  | Erettopterus serricaudatus (60 cm) |
|  |                                    |
|  | Erettopterus bilobus (70 cm)       |
|  |                                    |

|  | Jaekelopterus rhenaniae (250 cm)                                                                     |
|  | |
|  | \| \| Acutiramus macrophthalmus (200 cm) \| \| \| \| \| \| Acutiramus bohemicus (210 cm) \| \| \| \| |
|  | |
|  | Acutiramus macrophthalmus (200 cm)                                                                   |
|  | |
|  | Acutiramus bohemicus (210 cm)                                                                        |
|  | |

|  | Acutiramus macrophthalmus (200 cm) |
|  |                                    |
|  | Acutiramus bohemicus (210 cm)      |
|  |                                    |

|  | Jaekelopterus rhenaniae (250 cm)                                                                     |
|  | |
|  | \| \| Acutiramus macrophthalmus (200 cm) \| \| \| \| \| \| Acutiramus bohemicus (210 cm) \| \| \| \| |
|  | |
|  | Acutiramus macrophthalmus (200 cm)                                                                   |
|  | |
|  | Acutiramus bohemicus (210 cm)                                                                        |
|  | |

|  | Acutiramus macrophthalmus (200 cm) |
|  |                                    |
|  | Acutiramus bohemicus (210 cm)      |
|  |                                    |

|  | Erettopterus waylandsmithi (60 cm)                                                                  |
|  | |
|  | Erettopterus osiliensis (90 cm)                                                                     |
|  | |
|  | \| \| Erettopterus serricaudatus (60 cm) \| \| \| \| \| \| Erettopterus bilobus (70 cm) \| \| \| \| |
|  | |
|  | Erettopterus serricaudatus (60 cm)                                                                  |
|  | |
|  | Erettopterus bilobus (70 cm)                                                                        |
|  | |

|  | Erettopterus serricaudatus (60 cm) |
|  |                                    |
|  | Erettopterus bilobus (70 cm)       |
|  |                                    |

|  | Jaekelopterus rhenaniae (250 cm)                                                                     |
|  | |
|  | \| \| Acutiramus macrophthalmus (200 cm) \| \| \| \| \| \| Acutiramus bohemicus (210 cm) \| \| \| \| |
|  | |
|  | Acutiramus macrophthalmus (200 cm)                                                                   |
|  | |
|  | Acutiramus bohemicus (210 cm)                                                                        |
|  | |

|  | Acutiramus macrophthalmus (200 cm) |
|  |                                    |
|  | Acutiramus bohemicus (210 cm)      |
|  |                                    |

|  | Jaekelopterus rhenaniae (250 cm)                                                                     |
|  | |
|  | \| \| Acutiramus macrophthalmus (200 cm) \| \| \| \| \| \| Acutiramus bohemicus (210 cm) \| \| \| \| |
|  | |
|  | Acutiramus macrophthalmus (200 cm)                                                                   |
|  | |
|  | Acutiramus bohemicus (210 cm)                                                                        |
|  | |

|  | Acutiramus macrophthalmus (200 cm) |
|  |                                    |
|  | Acutiramus bohemicus (210 cm)      |
|  |                                    |

|  | Erettopterus waylandsmithi (60 cm)                                                                  |
|  | |
|  | Erettopterus osiliensis (90 cm)                                                                     |
|  | |
|  | \| \| Erettopterus serricaudatus (60 cm) \| \| \| \| \| \| Erettopterus bilobus (70 cm) \| \| \| \| |
|  | |
|  | Erettopterus serricaudatus (60 cm)                                                                  |
|  | |
|  | Erettopterus bilobus (70 cm)                                                                        |
|  | |

|  | Erettopterus serricaudatus (60 cm) |
|  |                                    |
|  | Erettopterus bilobus (70 cm)       |
|  |                                    |

|  | Jaekelopterus rhenaniae (250 cm)                                                                     |
|  | |
|  | \| \| Acutiramus macrophthalmus (200 cm) \| \| \| \| \| \| Acutiramus bohemicus (210 cm) \| \| \| \| |
|  | |
|  | Acutiramus macrophthalmus (200 cm)                                                                   |
|  | |
|  | Acutiramus bohemicus (210 cm)                                                                        |
|  | |

|  | Acutiramus macrophthalmus (200 cm) |
|  |                                    |
|  | Acutiramus bohemicus (210 cm)      |
|  |                                    |

|  | Jaekelopterus rhenaniae (250 cm)                                                                     |
|  | |
|  | \| \| Acutiramus macrophthalmus (200 cm) \| \| \| \| \| \| Acutiramus bohemicus (210 cm) \| \| \| \| |
|  | |
|  | Acutiramus macrophthalmus (200 cm)                                                                   |
|  | |
|  | Acutiramus bohemicus (210 cm)                                                                        |
|  | |

|  | Acutiramus macrophthalmus (200 cm) |
|  |                                    |
|  | Acutiramus bohemicus (210 cm)      |
|  |                                    |

|  | Erettopterus waylandsmithi (60 cm)                                                                  |
|  | |
|  | Erettopterus osiliensis (90 cm)                                                                     |
|  | |
|  | \| \| Erettopterus serricaudatus (60 cm) \| \| \| \| \| \| Erettopterus bilobus (70 cm) \| \| \| \| |
|  | |
|  | Erettopterus serricaudatus (60 cm)                                                                  |
|  | |
|  | Erettopterus bilobus (70 cm)                                                                        |
|  | |

|  | Erettopterus serricaudatus (60 cm) |
|  |                                    |
|  | Erettopterus bilobus (70 cm)       |
|  |                                    |

|  | Jaekelopterus rhenaniae (250 cm)                                                                     |
|  | |
|  | \| \| Acutiramus macrophthalmus (200 cm) \| \| \| \| \| \| Acutiramus bohemicus (210 cm) \| \| \| \| |
|  | |
|  | Acutiramus macrophthalmus (200 cm)                                                                   |
|  | |
|  | Acutiramus bohemicus (210 cm)                                                                        |
|  | |

|  | Acutiramus macrophthalmus (200 cm) |
|  |                                    |
|  | Acutiramus bohemicus (210 cm)      |
|  |                                    |

|  | Jaekelopterus rhenaniae (250 cm)                                                                     |
|  | |
|  | \| \| Acutiramus macrophthalmus (200 cm) \| \| \| \| \| \| Acutiramus bohemicus (210 cm) \| \| \| \| |
|  | |
|  | Acutiramus macrophthalmus (200 cm)                                                                   |
|  | |
|  | Acutiramus bohemicus (210 cm)                                                                        |
|  | |

|  | Acutiramus macrophthalmus (200 cm) |
|  |                                    |
|  | Acutiramus bohemicus (210 cm)      |
|  |                                    |

|  | Erettopterus waylandsmithi (60 cm)                                                                  |
|  | |
|  | Erettopterus osiliensis (90 cm)                                                                     |
|  | |
|  | \| \| Erettopterus serricaudatus (60 cm) \| \| \| \| \| \| Erettopterus bilobus (70 cm) \| \| \| \| |
|  | |
|  | Erettopterus serricaudatus (60 cm)                                                                  |
|  | |
|  | Erettopterus bilobus (70 cm)                                                                        |
|  | |

|  | Erettopterus serricaudatus (60 cm) |
|  |                                    |
|  | Erettopterus bilobus (70 cm)       |
|  |                                    |

|  | Jaekelopterus rhenaniae (250 cm)                                                                     |
|  | |
|  | \| \| Acutiramus macrophthalmus (200 cm) \| \| \| \| \| \| Acutiramus bohemicus (210 cm) \| \| \| \| |
|  | |
|  | Acutiramus macrophthalmus (200 cm)                                                                   |
|  | |
|  | Acutiramus bohemicus (210 cm)                                                                        |
|  | |

|  | Acutiramus macrophthalmus (200 cm) |
|  |                                    |
|  | Acutiramus bohemicus (210 cm)      |
|  |                                    |

|  | Jaekelopterus rhenaniae (250 cm)                                                                     |
|  | |
|  | \| \| Acutiramus macrophthalmus (200 cm) \| \| \| \| \| \| Acutiramus bohemicus (210 cm) \| \| \| \| |
|  | |
|  | Acutiramus macrophthalmus (200 cm)                                                                   |
|  | |
|  | Acutiramus bohemicus (210 cm)                                                                        |
|  | |

|  | Acutiramus macrophthalmus (200 cm) |
|  |                                    |
|  | Acutiramus bohemicus (210 cm)      |
|  |                                    |

|  | Erettopterus waylandsmithi (60 cm)                                                                  |
|  | |
|  | Erettopterus osiliensis (90 cm)                                                                     |
|  | |
|  | \| \| Erettopterus serricaudatus (60 cm) \| \| \| \| \| \| Erettopterus bilobus (70 cm) \| \| \| \| |
|  | |
|  | Erettopterus serricaudatus (60 cm)                                                                  |
|  | |
|  | Erettopterus bilobus (70 cm)                                                                        |
|  | |

|  | Erettopterus serricaudatus (60 cm) |
|  |                                    |
|  | Erettopterus bilobus (70 cm)       |
|  |                                    |

|  | Jaekelopterus rhenaniae (250 cm)                                                                     |
|  | |
|  | \| \| Acutiramus macrophthalmus (200 cm) \| \| \| \| \| \| Acutiramus bohemicus (210 cm) \| \| \| \| |
|  | |
|  | Acutiramus macrophthalmus (200 cm)                                                                   |
|  | |
|  | Acutiramus bohemicus (210 cm)                                                                        |
|  | |

|  | Acutiramus macrophthalmus (200 cm) |
|  |                                    |
|  | Acutiramus bohemicus (210 cm)      |
|  |                                    |

|  | Jaekelopterus rhenaniae (250 cm)                                                                     |
|  | |
|  | \| \| Acutiramus macrophthalmus (200 cm) \| \| \| \| \| \| Acutiramus bohemicus (210 cm) \| \| \| \| |
|  | |
|  | Acutiramus macrophthalmus (200 cm)                                                                   |
|  | |
|  | Acutiramus bohemicus (210 cm)                                                                        |
|  | |

|  | Acutiramus macrophthalmus (200 cm) |
|  |                                    |
|  | Acutiramus bohemicus (210 cm)      |
|  |                                    |

|  | Erettopterus waylandsmithi (60 cm)                                                                  |
|  | |
|  | Erettopterus osiliensis (90 cm)                                                                     |
|  | |
|  | \| \| Erettopterus serricaudatus (60 cm) \| \| \| \| \| \| Erettopterus bilobus (70 cm) \| \| \| \| |
|  | |
|  | Erettopterus serricaudatus (60 cm)                                                                  |
|  | |
|  | Erettopterus bilobus (70 cm)                                                                        |
|  | |

|  | Erettopterus serricaudatus (60 cm) |
|  |                                    |
|  | Erettopterus bilobus (70 cm)       |
|  |                                    |

|  | Jaekelopterus rhenaniae (250 cm)                                                                     |
|  | |
|  | \| \| Acutiramus macrophthalmus (200 cm) \| \| \| \| \| \| Acutiramus bohemicus (210 cm) \| \| \| \| |
|  | |
|  | Acutiramus macrophthalmus (200 cm)                                                                   |
|  | |
|  | Acutiramus bohemicus (210 cm)                                                                        |
|  | |

|  | Acutiramus macrophthalmus (200 cm) |
|  |                                    |
|  | Acutiramus bohemicus (210 cm)      |
|  |                                    |

|  | Jaekelopterus rhenaniae (250 cm)                                                                     |
|  | |
|  | \| \| Acutiramus macrophthalmus (200 cm) \| \| \| \| \| \| Acutiramus bohemicus (210 cm) \| \| \| \| |
|  | |
|  | Acutiramus macrophthalmus (200 cm)                                                                   |
|  | |
|  | Acutiramus bohemicus (210 cm)                                                                        |
|  | |

|  | Acutiramus macrophthalmus (200 cm) |
|  |                                    |
|  | Acutiramus bohemicus (210 cm)      |
|  |                                    |

|  | Erettopterus waylandsmithi (60 cm)                                                                  |
|  | |
|  | Erettopterus osiliensis (90 cm)                                                                     |
|  | |
|  | \| \| Erettopterus serricaudatus (60 cm) \| \| \| \| \| \| Erettopterus bilobus (70 cm) \| \| \| \| |
|  | |
|  | Erettopterus serricaudatus (60 cm)                                                                  |
|  | |
|  | Erettopterus bilobus (70 cm)                                                                        |
|  | |

|  | Erettopterus serricaudatus (60 cm) |
|  |                                    |
|  | Erettopterus bilobus (70 cm)       |
|  |                                    |

|  | Jaekelopterus rhenaniae (250 cm)                                                                     |
|  | |
|  | \| \| Acutiramus macrophthalmus (200 cm) \| \| \| \| \| \| Acutiramus bohemicus (210 cm) \| \| \| \| |
|  | |
|  | Acutiramus macrophthalmus (200 cm)                                                                   |
|  | |
|  | Acutiramus bohemicus (210 cm)                                                                        |
|  | |

|  | Acutiramus macrophthalmus (200 cm) |
|  |                                    |
|  | Acutiramus bohemicus (210 cm)      |
|  |                                    |

|  | Jaekelopterus rhenaniae (250 cm)                                                                     |
|  | |
|  | \| \| Acutiramus macrophthalmus (200 cm) \| \| \| \| \| \| Acutiramus bohemicus (210 cm) \| \| \| \| |
|  | |
|  | Acutiramus macrophthalmus (200 cm)                                                                   |
|  | |
|  | Acutiramus bohemicus (210 cm)                                                                        |
|  | |

|  | Acutiramus macrophthalmus (200 cm) |
|  |                                    |
|  | Acutiramus bohemicus (210 cm)      |
|  |                                    |

|  | Erettopterus waylandsmithi (60 cm)                                                                  |
|  | |
|  | Erettopterus osiliensis (90 cm)                                                                     |
|  | |
|  | \| \| Erettopterus serricaudatus (60 cm) \| \| \| \| \| \| Erettopterus bilobus (70 cm) \| \| \| \| |
|  | |
|  | Erettopterus serricaudatus (60 cm)                                                                  |
|  | |
|  | Erettopterus bilobus (70 cm)                                                                        |
|  | |

|  | Erettopterus serricaudatus (60 cm) |
|  |                                    |
|  | Erettopterus bilobus (70 cm)       |
|  |                                    |

|  | Jaekelopterus rhenaniae (250 cm)                                                                     |
|  | |
|  | \| \| Acutiramus macrophthalmus (200 cm) \| \| \| \| \| \| Acutiramus bohemicus (210 cm) \| \| \| \| |
|  | |
|  | Acutiramus macrophthalmus (200 cm)                                                                   |
|  | |
|  | Acutiramus bohemicus (210 cm)                                                                        |
|  | |

|  | Acutiramus macrophthalmus (200 cm) |
|  |                                    |
|  | Acutiramus bohemicus (210 cm)      |
|  |                                    |

|  | Jaekelopterus rhenaniae (250 cm)                                                                     |
|  | |
|  | \| \| Acutiramus macrophthalmus (200 cm) \| \| \| \| \| \| Acutiramus bohemicus (210 cm) \| \| \| \| |
|  | |
|  | Acutiramus macrophthalmus (200 cm)                                                                   |
|  | |
|  | Acutiramus bohemicus (210 cm)                                                                        |
|  | |

|  | Acutiramus macrophthalmus (200 cm) |
|  |                                    |
|  | Acutiramus bohemicus (210 cm)      |
|  |                                    |

|  | Erettopterus waylandsmithi (60 cm)                                                                  |
|  | |
|  | Erettopterus osiliensis (90 cm)                                                                     |
|  | |
|  | \| \| Erettopterus serricaudatus (60 cm) \| \| \| \| \| \| Erettopterus bilobus (70 cm) \| \| \| \| |
|  | |
|  | Erettopterus serricaudatus (60 cm)                                                                  |
|  | |
|  | Erettopterus bilobus (70 cm)                                                                        |
|  | |

|  | Erettopterus serricaudatus (60 cm) |
|  |                                    |
|  | Erettopterus bilobus (70 cm)       |
|  |                                    |

|  | Jaekelopterus rhenaniae (250 cm)                                                                     |
|  | |
|  | \| \| Acutiramus macrophthalmus (200 cm) \| \| \| \| \| \| Acutiramus bohemicus (210 cm) \| \| \| \| |
|  | |
|  | Acutiramus macrophthalmus (200 cm)                                                                   |
|  | |
|  | Acutiramus bohemicus (210 cm)                                                                        |
|  | |

|  | Acutiramus macrophthalmus (200 cm) |
|  |                                    |
|  | Acutiramus bohemicus (210 cm)      |
|  |                                    |

|  | Jaekelopterus rhenaniae (250 cm)                                                                     |
|  | |
|  | \| \| Acutiramus macrophthalmus (200 cm) \| \| \| \| \| \| Acutiramus bohemicus (210 cm) \| \| \| \| |
|  | |
|  | Acutiramus macrophthalmus (200 cm)                                                                   |
|  | |
|  | Acutiramus bohemicus (210 cm)                                                                        |
|  | |

|  | Acutiramus macrophthalmus (200 cm) |
|  |                                    |
|  | Acutiramus bohemicus (210 cm)      |
|  |                                    |

|  | Erettopterus waylandsmithi (60 cm)                                                                  |
|  | |
|  | Erettopterus osiliensis (90 cm)                                                                     |
|  | |
|  | \| \| Erettopterus serricaudatus (60 cm) \| \| \| \| \| \| Erettopterus bilobus (70 cm) \| \| \| \| |
|  | |
|  | Erettopterus serricaudatus (60 cm)                                                                  |
|  | |
|  | Erettopterus bilobus (70 cm)                                                                        |
|  | |

|  | Erettopterus serricaudatus (60 cm) |
|  |                                    |
|  | Erettopterus bilobus (70 cm)       |
|  |                                    |

|  | Jaekelopterus rhenaniae (250 cm)                                                                     |
|  | |
|  | \| \| Acutiramus macrophthalmus (200 cm) \| \| \| \| \| \| Acutiramus bohemicus (210 cm) \| \| \| \| |
|  | |
|  | Acutiramus macrophthalmus (200 cm)                                                                   |
|  | |
|  | Acutiramus bohemicus (210 cm)                                                                        |
|  | |

|  | Acutiramus macrophthalmus (200 cm) |
|  |                                    |
|  | Acutiramus bohemicus (210 cm)      |
|  |                                    |

|  | Jaekelopterus rhenaniae (250 cm)                                                                     |
|  | |
|  | \| \| Acutiramus macrophthalmus (200 cm) \| \| \| \| \| \| Acutiramus bohemicus (210 cm) \| \| \| \| |
|  | |
|  | Acutiramus macrophthalmus (200 cm)                                                                   |
|  | |
|  | Acutiramus bohemicus (210 cm)                                                                        |
|  | |

|  | Acutiramus macrophthalmus (200 cm) |
|  |                                    |
|  | Acutiramus bohemicus (210 cm)      |
|  |                                    |

|  | Erettopterus waylandsmithi (60 cm)                                                                  |
|  | |
|  | Erettopterus osiliensis (90 cm)                                                                     |
|  | |
|  | \| \| Erettopterus serricaudatus (60 cm) \| \| \| \| \| \| Erettopterus bilobus (70 cm) \| \| \| \| |
|  | |
|  | Erettopterus serricaudatus (60 cm)                                                                  |
|  | |
|  | Erettopterus bilobus (70 cm)                                                                        |
|  | |

|  | Erettopterus serricaudatus (60 cm) |
|  |                                    |
|  | Erettopterus bilobus (70 cm)       |
|  |                                    |

|  | Jaekelopterus rhenaniae (250 cm)                                                                     |
|  | |
|  | \| \| Acutiramus macrophthalmus (200 cm) \| \| \| \| \| \| Acutiramus bohemicus (210 cm) \| \| \| \| |
|  | |
|  | Acutiramus macrophthalmus (200 cm)                                                                   |
|  | |
|  | Acutiramus bohemicus (210 cm)                                                                        |
|  | |

|  | Acutiramus macrophthalmus (200 cm) |
|  |                                    |
|  | Acutiramus bohemicus (210 cm)      |
|  |                                    |

|  | Jaekelopterus rhenaniae (250 cm)                                                                     |
|  | |
|  | \| \| Acutiramus macrophthalmus (200 cm) \| \| \| \| \| \| Acutiramus bohemicus (210 cm) \| \| \| \| |
|  | |
|  | Acutiramus macrophthalmus (200 cm)                                                                   |
|  | |
|  | Acutiramus bohemicus (210 cm)                                                                        |
|  | |

|  | Acutiramus macrophthalmus (200 cm) |
|  |                                    |
|  | Acutiramus bohemicus (210 cm)      |
|  |                                    |

|  | Erettopterus waylandsmithi (60 cm)                                                                  |
|  | |
|  | Erettopterus osiliensis (90 cm)                                                                     |
|  | |
|  | \| \| Erettopterus serricaudatus (60 cm) \| \| \| \| \| \| Erettopterus bilobus (70 cm) \| \| \| \| |
|  | |
|  | Erettopterus serricaudatus (60 cm)                                                                  |
|  | |
|  | Erettopterus bilobus (70 cm)                                                                        |
|  | |

|  | Erettopterus serricaudatus (60 cm) |
|  |                                    |
|  | Erettopterus bilobus (70 cm)       |
|  |                                    |

|  | Jaekelopterus rhenaniae (250 cm)                                                                     |
|  | |
|  | \| \| Acutiramus macrophthalmus (200 cm) \| \| \| \| \| \| Acutiramus bohemicus (210 cm) \| \| \| \| |
|  | |
|  | Acutiramus macrophthalmus (200 cm)                                                                   |
|  | |
|  | Acutiramus bohemicus (210 cm)                                                                        |
|  | |

|  | Acutiramus macrophthalmus (200 cm) |
|  |                                    |
|  | Acutiramus bohemicus (210 cm)      |
|  |                                    |

|  | Jaekelopterus rhenaniae (250 cm)                                                                     |
|  | |
|  | \| \| Acutiramus macrophthalmus (200 cm) \| \| \| \| \| \| Acutiramus bohemicus (210 cm) \| \| \| \| |
|  | |
|  | Acutiramus macrophthalmus (200 cm)                                                                   |
|  | |
|  | Acutiramus bohemicus (210 cm)                                                                        |
|  | |

|  | Acutiramus macrophthalmus (200 cm) |
|  |                                    |
|  | Acutiramus bohemicus (210 cm)      |
|  |                                    |

|  | Erettopterus waylandsmithi (60 cm)                                                                  |
|  | |
|  | Erettopterus osiliensis (90 cm)                                                                     |
|  | |
|  | \| \| Erettopterus serricaudatus (60 cm) \| \| \| \| \| \| Erettopterus bilobus (70 cm) \| \| \| \| |
|  | |
|  | Erettopterus serricaudatus (60 cm)                                                                  |
|  | |
|  | Erettopterus bilobus (70 cm)                                                                        |
|  | |

|  | Erettopterus serricaudatus (60 cm) |
|  |                                    |
|  | Erettopterus bilobus (70 cm)       |
|  |                                    |

|  | Jaekelopterus rhenaniae (250 cm)                                                                     |
|  | |
|  | \| \| Acutiramus macrophthalmus (200 cm) \| \| \| \| \| \| Acutiramus bohemicus (210 cm) \| \| \| \| |
|  | |
|  | Acutiramus macrophthalmus (200 cm)                                                                   |
|  | |
|  | Acutiramus bohemicus (210 cm)                                                                        |
|  | |

|  | Acutiramus macrophthalmus (200 cm) |
|  |                                    |
|  | Acutiramus bohemicus (210 cm)      |
|  |                                    |

|  | Jaekelopterus rhenaniae (250 cm)                                                                     |
|  | |
|  | \| \| Acutiramus macrophthalmus (200 cm) \| \| \| \| \| \| Acutiramus bohemicus (210 cm) \| \| \| \| |
|  | |
|  | Acutiramus macrophthalmus (200 cm)                                                                   |
|  | |
|  | Acutiramus bohemicus (210 cm)                                                                        |
|  | |

|  | Acutiramus macrophthalmus (200 cm) |
|  |                                    |
|  | Acutiramus bohemicus (210 cm)      |
|  |                                    |

|  | Erettopterus waylandsmithi (60 cm)                                                                  |
|  | |
|  | Erettopterus osiliensis (90 cm)                                                                     |
|  | |
|  | \| \| Erettopterus serricaudatus (60 cm) \| \| \| \| \| \| Erettopterus bilobus (70 cm) \| \| \| \| |
|  | |
|  | Erettopterus serricaudatus (60 cm)                                                                  |
|  | |
|  | Erettopterus bilobus (70 cm)                                                                        |
|  | |

|  | Erettopterus serricaudatus (60 cm) |
|  |                                    |
|  | Erettopterus bilobus (70 cm)       |
|  |                                    |

|  | Jaekelopterus rhenaniae (250 cm)                                                                     |
|  | |
|  | \| \| Acutiramus macrophthalmus (200 cm) \| \| \| \| \| \| Acutiramus bohemicus (210 cm) \| \| \| \| |
|  | |
|  | Acutiramus macrophthalmus (200 cm)                                                                   |
|  | |
|  | Acutiramus bohemicus (210 cm)                                                                        |
|  | |

|  | Acutiramus macrophthalmus (200 cm) |
|  |                                    |
|  | Acutiramus bohemicus (210 cm)      |
|  |                                    |

|  | Jaekelopterus rhenaniae (250 cm)                                                                     |
|  | |
|  | \| \| Acutiramus macrophthalmus (200 cm) \| \| \| \| \| \| Acutiramus bohemicus (210 cm) \| \| \| \| |
|  | |
|  | Acutiramus macrophthalmus (200 cm)                                                                   |
|  | |
|  | Acutiramus bohemicus (210 cm)                                                                        |
|  | |

|  | Acutiramus macrophthalmus (200 cm) |
|  |                                    |
|  | Acutiramus bohemicus (210 cm)      |
|  |                                    |

|  | Erettopterus waylandsmithi (60 cm)                                                                  |
|  | |
|  | Erettopterus osiliensis (90 cm)                                                                     |
|  | |
|  | \| \| Erettopterus serricaudatus (60 cm) \| \| \| \| \| \| Erettopterus bilobus (70 cm) \| \| \| \| |
|  | |
|  | Erettopterus serricaudatus (60 cm)                                                                  |
|  | |
|  | Erettopterus bilobus (70 cm)                                                                        |
|  | |

|  | Erettopterus serricaudatus (60 cm) |
|  |                                    |
|  | Erettopterus bilobus (70 cm)       |
|  |                                    |

|  | Jaekelopterus rhenaniae (250 cm)                                                                     |
|  | |
|  | \| \| Acutiramus macrophthalmus (200 cm) \| \| \| \| \| \| Acutiramus bohemicus (210 cm) \| \| \| \| |
|  | |
|  | Acutiramus macrophthalmus (200 cm)                                                                   |
|  | |
|  | Acutiramus bohemicus (210 cm)                                                                        |
|  | |

|  | Acutiramus macrophthalmus (200 cm) |
|  |                                    |
|  | Acutiramus bohemicus (210 cm)      |
|  |                                    |

|  | Jaekelopterus rhenaniae (250 cm)                                                                     |
|  | |
|  | \| \| Acutiramus macrophthalmus (200 cm) \| \| \| \| \| \| Acutiramus bohemicus (210 cm) \| \| \| \| |
|  | |
|  | Acutiramus macrophthalmus (200 cm)                                                                   |
|  | |
|  | Acutiramus bohemicus (210 cm)                                                                        |
|  | |

|  | Acutiramus macrophthalmus (200 cm) |
|  |                                    |
|  | Acutiramus bohemicus (210 cm)      |
|  |                                    |

|  | Erettopterus waylandsmithi (60 cm)                                                                  |
|  | |
|  | Erettopterus osiliensis (90 cm)                                                                     |
|  | |
|  | \| \| Erettopterus serricaudatus (60 cm) \| \| \| \| \| \| Erettopterus bilobus (70 cm) \| \| \| \| |
|  | |
|  | Erettopterus serricaudatus (60 cm)                                                                  |
|  | |
|  | Erettopterus bilobus (70 cm)                                                                        |
|  | |

|  | Erettopterus serricaudatus (60 cm) |
|  |                                    |
|  | Erettopterus bilobus (70 cm)       |
|  |                                    |

|  | Jaekelopterus rhenaniae (250 cm)                                                                     |
|  | |
|  | \| \| Acutiramus macrophthalmus (200 cm) \| \| \| \| \| \| Acutiramus bohemicus (210 cm) \| \| \| \| |
|  | |
|  | Acutiramus macrophthalmus (200 cm)                                                                   |
|  | |
|  | Acutiramus bohemicus (210 cm)                                                                        |
|  | |

|  | Acutiramus macrophthalmus (200 cm) |
|  |                                    |
|  | Acutiramus bohemicus (210 cm)      |
|  |                                    |

|  | Jaekelopterus rhenaniae (250 cm)                                                                     |
|  | |
|  | \| \| Acutiramus macrophthalmus (200 cm) \| \| \| \| \| \| Acutiramus bohemicus (210 cm) \| \| \| \| |
|  | |
|  | Acutiramus macrophthalmus (200 cm)                                                                   |
|  | |
|  | Acutiramus bohemicus (210 cm)                                                                        |
|  | |

|  | Acutiramus macrophthalmus (200 cm) |
|  |                                    |
|  | Acutiramus bohemicus (210 cm)      |
|  |                                    |

|  | Erettopterus waylandsmithi (60 cm)                                                                  |
|  | |
|  | Erettopterus osiliensis (90 cm)                                                                     |
|  | |
|  | \| \| Erettopterus serricaudatus (60 cm) \| \| \| \| \| \| Erettopterus bilobus (70 cm) \| \| \| \| |
|  | |
|  | Erettopterus serricaudatus (60 cm)                                                                  |
|  | |
|  | Erettopterus bilobus (70 cm)                                                                        |
|  | |

|  | Erettopterus serricaudatus (60 cm) |
|  |                                    |
|  | Erettopterus bilobus (70 cm)       |
|  |                                    |

|  | Jaekelopterus rhenaniae (250 cm)                                                                     |
|  | |
|  | \| \| Acutiramus macrophthalmus (200 cm) \| \| \| \| \| \| Acutiramus bohemicus (210 cm) \| \| \| \| |
|  | |
|  | Acutiramus macrophthalmus (200 cm)                                                                   |
|  | |
|  | Acutiramus bohemicus (210 cm)                                                                        |
|  | |

|  | Acutiramus macrophthalmus (200 cm) |
|  |                                    |
|  | Acutiramus bohemicus (210 cm)      |
|  |                                    |

|  | Jaekelopterus rhenaniae (250 cm)                                                                     |
|  | |
|  | \| \| Acutiramus macrophthalmus (200 cm) \| \| \| \| \| \| Acutiramus bohemicus (210 cm) \| \| \| \| |
|  | |
|  | Acutiramus macrophthalmus (200 cm)                                                                   |
|  | |
|  | Acutiramus bohemicus (210 cm)                                                                        |
|  | |

|  | Acutiramus macrophthalmus (200 cm) |
|  |                                    |
|  | Acutiramus bohemicus (210 cm)      |
|  |                                    |

|  | Erettopterus waylandsmithi (60 cm)                                                                  |
|  | |
|  | Erettopterus osiliensis (90 cm)                                                                     |
|  | |
|  | \| \| Erettopterus serricaudatus (60 cm) \| \| \| \| \| \| Erettopterus bilobus (70 cm) \| \| \| \| |
|  | |
|  | Erettopterus serricaudatus (60 cm)                                                                  |
|  | |
|  | Erettopterus bilobus (70 cm)                                                                        |
|  | |

|  | Erettopterus serricaudatus (60 cm) |
|  |                                    |
|  | Erettopterus bilobus (70 cm)       |
|  |                                    |

|  | Jaekelopterus rhenaniae (250 cm)                                                                     |
|  | |
|  | \| \| Acutiramus macrophthalmus (200 cm) \| \| \| \| \| \| Acutiramus bohemicus (210 cm) \| \| \| \| |
|  | |
|  | Acutiramus macrophthalmus (200 cm)                                                                   |
|  | |
|  | Acutiramus bohemicus (210 cm)                                                                        |
|  | |

|  | Acutiramus macrophthalmus (200 cm) |
|  |                                    |
|  | Acutiramus bohemicus (210 cm)      |
|  |                                    |

|  | Jaekelopterus rhenaniae (250 cm)                                                                     |
|  | |
|  | \| \| Acutiramus macrophthalmus (200 cm) \| \| \| \| \| \| Acutiramus bohemicus (210 cm) \| \| \| \| |
|  | |
|  | Acutiramus macrophthalmus (200 cm)                                                                   |
|  | |
|  | Acutiramus bohemicus (210 cm)                                                                        |
|  | |

|  | Acutiramus macrophthalmus (200 cm) |
|  |                                    |
|  | Acutiramus bohemicus (210 cm)      |
|  |                                    |

|  | Erettopterus waylandsmithi (60 cm)                                                                  |
|  | |
|  | Erettopterus osiliensis (90 cm)                                                                     |
|  | |
|  | \| \| Erettopterus serricaudatus (60 cm) \| \| \| \| \| \| Erettopterus bilobus (70 cm) \| \| \| \| |
|  | |
|  | Erettopterus serricaudatus (60 cm)                                                                  |
|  | |
|  | Erettopterus bilobus (70 cm)                                                                        |
|  | |

|  | Erettopterus serricaudatus (60 cm) |
|  |                                    |
|  | Erettopterus bilobus (70 cm)       |
|  |                                    |

|  | Jaekelopterus rhenaniae (250 cm)                                                                     |
|  | |
|  | \| \| Acutiramus macrophthalmus (200 cm) \| \| \| \| \| \| Acutiramus bohemicus (210 cm) \| \| \| \| |
|  | |
|  | Acutiramus macrophthalmus (200 cm)                                                                   |
|  | |
|  | Acutiramus bohemicus (210 cm)                                                                        |
|  | |

|  | Acutiramus macrophthalmus (200 cm) |
|  |                                    |
|  | Acutiramus bohemicus (210 cm)      |
|  |                                    |

|  | Jaekelopterus rhenaniae (250 cm)                                                                     |
|  | |
|  | \| \| Acutiramus macrophthalmus (200 cm) \| \| \| \| \| \| Acutiramus bohemicus (210 cm) \| \| \| \| |
|  | |
|  | Acutiramus macrophthalmus (200 cm)                                                                   |
|  | |
|  | Acutiramus bohemicus (210 cm)                                                                        |
|  | |

|  | Acutiramus macrophthalmus (200 cm) |
|  |                                    |
|  | Acutiramus bohemicus (210 cm)      |
|  |                                    |

|  | Erettopterus waylandsmithi (60 cm)                                                                  |
|  | |
|  | Erettopterus osiliensis (90 cm)                                                                     |
|  | |
|  | \| \| Erettopterus serricaudatus (60 cm) \| \| \| \| \| \| Erettopterus bilobus (70 cm) \| \| \| \| |
|  | |
|  | Erettopterus serricaudatus (60 cm)                                                                  |
|  | |
|  | Erettopterus bilobus (70 cm)                                                                        |
|  | |

|  | Erettopterus serricaudatus (60 cm) |
|  |                                    |
|  | Erettopterus bilobus (70 cm)       |
|  |                                    |

|  | Jaekelopterus rhenaniae (250 cm)                                                                     |
|  | |
|  | \| \| Acutiramus macrophthalmus (200 cm) \| \| \| \| \| \| Acutiramus bohemicus (210 cm) \| \| \| \| |
|  | |
|  | Acutiramus macrophthalmus (200 cm)                                                                   |
|  | |
|  | Acutiramus bohemicus (210 cm)                                                                        |
|  | |

|  | Acutiramus macrophthalmus (200 cm) |
|  |                                    |
|  | Acutiramus bohemicus (210 cm)      |
|  |                                    |

|  | Jaekelopterus rhenaniae (250 cm)                                                                     |
|  | |
|  | \| \| Acutiramus macrophthalmus (200 cm) \| \| \| \| \| \| Acutiramus bohemicus (210 cm) \| \| \| \| |
|  | |
|  | Acutiramus macrophthalmus (200 cm)                                                                   |
|  | |
|  | Acutiramus bohemicus (210 cm)                                                                        |
|  | |

|  | Acutiramus macrophthalmus (200 cm) |
|  |                                    |
|  | Acutiramus bohemicus (210 cm)      |
|  |                                    |

|  | Erettopterus waylandsmithi (60 cm)                                                                  |
|  | |
|  | Erettopterus osiliensis (90 cm)                                                                     |
|  | |
|  | \| \| Erettopterus serricaudatus (60 cm) \| \| \| \| \| \| Erettopterus bilobus (70 cm) \| \| \| \| |
|  | |
|  | Erettopterus serricaudatus (60 cm)                                                                  |
|  | |
|  | Erettopterus bilobus (70 cm)                                                                        |
|  | |

|  | Erettopterus serricaudatus (60 cm) |
|  |                                    |
|  | Erettopterus bilobus (70 cm)       |
|  |                                    |

|  | Jaekelopterus rhenaniae (250 cm)                                                                     |
|  | |
|  | \| \| Acutiramus macrophthalmus (200 cm) \| \| \| \| \| \| Acutiramus bohemicus (210 cm) \| \| \| \| |
|  | |
|  | Acutiramus macrophthalmus (200 cm)                                                                   |
|  | |
|  | Acutiramus bohemicus (210 cm)                                                                        |
|  | |

|  | Acutiramus macrophthalmus (200 cm) |
|  |                                    |
|  | Acutiramus bohemicus (210 cm)      |
|  |                                    |

|  | Jaekelopterus rhenaniae (250 cm)                                                                     |
|  | |
|  | \| \| Acutiramus macrophthalmus (200 cm) \| \| \| \| \| \| Acutiramus bohemicus (210 cm) \| \| \| \| |
|  | |
|  | Acutiramus macrophthalmus (200 cm)                                                                   |
|  | |
|  | Acutiramus bohemicus (210 cm)                                                                        |
|  | |

|  | Acutiramus macrophthalmus (200 cm) |
|  |                                    |
|  | Acutiramus bohemicus (210 cm)      |
|  |                                    |

|  | Erettopterus waylandsmithi (60 cm)                                                                  |
|  | |
|  | Erettopterus osiliensis (90 cm)                                                                     |
|  | |
|  | \| \| Erettopterus serricaudatus (60 cm) \| \| \| \| \| \| Erettopterus bilobus (70 cm) \| \| \| \| |
|  | |
|  | Erettopterus serricaudatus (60 cm)                                                                  |
|  | |
|  | Erettopterus bilobus (70 cm)                                                                        |
|  | |

|  | Erettopterus serricaudatus (60 cm) |
|  |                                    |
|  | Erettopterus bilobus (70 cm)       |
|  |                                    |

|  | Jaekelopterus rhenaniae (250 cm)                                                                     |
|  | |
|  | \| \| Acutiramus macrophthalmus (200 cm) \| \| \| \| \| \| Acutiramus bohemicus (210 cm) \| \| \| \| |
|  | |
|  | Acutiramus macrophthalmus (200 cm)                                                                   |
|  | |
|  | Acutiramus bohemicus (210 cm)                                                                        |
|  | |

|  | Acutiramus macrophthalmus (200 cm) |
|  |                                    |
|  | Acutiramus bohemicus (210 cm)      |
|  |                                    |

|  | Jaekelopterus rhenaniae (250 cm)                                                                     |
|  | |
|  | \| \| Acutiramus macrophthalmus (200 cm) \| \| \| \| \| \| Acutiramus bohemicus (210 cm) \| \| \| \| |
|  | |
|  | Acutiramus macrophthalmus (200 cm)                                                                   |
|  | |
|  | Acutiramus bohemicus (210 cm)                                                                        |
|  | |

|  | Acutiramus macrophthalmus (200 cm) |
|  |                                    |
|  | Acutiramus bohemicus (210 cm)      |
|  |                                    |

|  | Erettopterus waylandsmithi (60 cm)                                                                  |
|  | |
|  | Erettopterus osiliensis (90 cm)                                                                     |
|  | |
|  | \| \| Erettopterus serricaudatus (60 cm) \| \| \| \| \| \| Erettopterus bilobus (70 cm) \| \| \| \| |
|  | |
|  | Erettopterus serricaudatus (60 cm)                                                                  |
|  | |
|  | Erettopterus bilobus (70 cm)                                                                        |
|  | |

|  | Erettopterus serricaudatus (60 cm) |
|  |                                    |
|  | Erettopterus bilobus (70 cm)       |
|  |                                    |

|  | Jaekelopterus rhenaniae (250 cm)                                                                     |
|  | |
|  | \| \| Acutiramus macrophthalmus (200 cm) \| \| \| \| \| \| Acutiramus bohemicus (210 cm) \| \| \| \| |
|  | |
|  | Acutiramus macrophthalmus (200 cm)                                                                   |
|  | |
|  | Acutiramus bohemicus (210 cm)                                                                        |
|  | |

|  | Acutiramus macrophthalmus (200 cm) |
|  |                                    |
|  | Acutiramus bohemicus (210 cm)      |
|  |                                    |

|  | Jaekelopterus rhenaniae (250 cm)                                                                     |
|  | |
|  | \| \| Acutiramus macrophthalmus (200 cm) \| \| \| \| \| \| Acutiramus bohemicus (210 cm) \| \| \| \| |
|  | |
|  | Acutiramus macrophthalmus (200 cm)                                                                   |
|  | |
|  | Acutiramus bohemicus (210 cm)                                                                        |
|  | |

|  | Acutiramus macrophthalmus (200 cm) |
|  |                                    |
|  | Acutiramus bohemicus (210 cm)      |
|  |                                    |

|  | Erettopterus waylandsmithi (60 cm)                                                                  |
|  | |
|  | Erettopterus osiliensis (90 cm)                                                                     |
|  | |
|  | \| \| Erettopterus serricaudatus (60 cm) \| \| \| \| \| \| Erettopterus bilobus (70 cm) \| \| \| \| |
|  | |
|  | Erettopterus serricaudatus (60 cm)                                                                  |
|  | |
|  | Erettopterus bilobus (70 cm)                                                                        |
|  | |

|  | Erettopterus serricaudatus (60 cm) |
|  |                                    |
|  | Erettopterus bilobus (70 cm)       |
|  |                                    |

|  | Jaekelopterus rhenaniae (250 cm)                                                                     |
|  | |
|  | \| \| Acutiramus macrophthalmus (200 cm) \| \| \| \| \| \| Acutiramus bohemicus (210 cm) \| \| \| \| |
|  | |
|  | Acutiramus macrophthalmus (200 cm)                                                                   |
|  | |
|  | Acutiramus bohemicus (210 cm)                                                                        |
|  | |

|  | Acutiramus macrophthalmus (200 cm) |
|  |                                    |
|  | Acutiramus bohemicus (210 cm)      |
|  |                                    |

|  | Jaekelopterus rhenaniae (250 cm)                                                                     |
|  | |
|  | \| \| Acutiramus macrophthalmus (200 cm) \| \| \| \| \| \| Acutiramus bohemicus (210 cm) \| \| \| \| |
|  | |
|  | Acutiramus macrophthalmus (200 cm)                                                                   |
|  | |
|  | Acutiramus bohemicus (210 cm)                                                                        |
|  | |

|  | Acutiramus macrophthalmus (200 cm) |
|  |                                    |
|  | Acutiramus bohemicus (210 cm)      |
|  |                                    |

|  | Erettopterus waylandsmithi (60 cm)                                                                  |
|  | |
|  | Erettopterus osiliensis (90 cm)                                                                     |
|  | |
|  | \| \| Erettopterus serricaudatus (60 cm) \| \| \| \| \| \| Erettopterus bilobus (70 cm) \| \| \| \| |
|  | |
|  | Erettopterus serricaudatus (60 cm)                                                                  |
|  | |
|  | Erettopterus bilobus (70 cm)                                                                        |
|  | |

|  | Erettopterus serricaudatus (60 cm) |
|  |                                    |
|  | Erettopterus bilobus (70 cm)       |
|  |                                    |

|  | Jaekelopterus rhenaniae (250 cm)                                                                     |
|  | |
|  | \| \| Acutiramus macrophthalmus (200 cm) \| \| \| \| \| \| Acutiramus bohemicus (210 cm) \| \| \| \| |
|  | |
|  | Acutiramus macrophthalmus (200 cm)                                                                   |
|  | |
|  | Acutiramus bohemicus (210 cm)                                                                        |
|  | |

|  | Acutiramus macrophthalmus (200 cm) |
|  |                                    |
|  | Acutiramus bohemicus (210 cm)      |
|  |                                    |

|  | Jaekelopterus rhenaniae (250 cm)                                                                     |
|  | |
|  | \| \| Acutiramus macrophthalmus (200 cm) \| \| \| \| \| \| Acutiramus bohemicus (210 cm) \| \| \| \| |
|  | |
|  | Acutiramus macrophthalmus (200 cm)                                                                   |
|  | |
|  | Acutiramus bohemicus (210 cm)                                                                        |
|  | |

|  | Acutiramus macrophthalmus (200 cm) |
|  |                                    |
|  | Acutiramus bohemicus (210 cm)      |
|  |                                    |

|  | Erettopterus waylandsmithi (60 cm)                                                                  |
|  | |
|  | Erettopterus osiliensis (90 cm)                                                                     |
|  | |
|  | \| \| Erettopterus serricaudatus (60 cm) \| \| \| \| \| \| Erettopterus bilobus (70 cm) \| \| \| \| |
|  | |
|  | Erettopterus serricaudatus (60 cm)                                                                  |
|  | |
|  | Erettopterus bilobus (70 cm)                                                                        |
|  | |

|  | Erettopterus serricaudatus (60 cm) |
|  |                                    |
|  | Erettopterus bilobus (70 cm)       |
|  |                                    |

|  | Jaekelopterus rhenaniae (250 cm)                                                                     |
|  | |
|  | \| \| Acutiramus macrophthalmus (200 cm) \| \| \| \| \| \| Acutiramus bohemicus (210 cm) \| \| \| \| |
|  | |
|  | Acutiramus macrophthalmus (200 cm)                                                                   |
|  | |
|  | Acutiramus bohemicus (210 cm)                                                                        |
|  | |

|  | Acutiramus macrophthalmus (200 cm) |
|  |                                    |
|  | Acutiramus bohemicus (210 cm)      |
|  |                                    |

|  | Jaekelopterus rhenaniae (250 cm)                                                                     |
|  | |
|  | \| \| Acutiramus macrophthalmus (200 cm) \| \| \| \| \| \| Acutiramus bohemicus (210 cm) \| \| \| \| |
|  | |
|  | Acutiramus macrophthalmus (200 cm)                                                                   |
|  | |
|  | Acutiramus bohemicus (210 cm)                                                                        |
|  | |

|  | Acutiramus macrophthalmus (200 cm) |
|  |                                    |
|  | Acutiramus bohemicus (210 cm)      |
|  |                                    |

|  | Erettopterus waylandsmithi (60 cm)                                                                  |
|  | |
|  | Erettopterus osiliensis (90 cm)                                                                     |
|  | |
|  | \| \| Erettopterus serricaudatus (60 cm) \| \| \| \| \| \| Erettopterus bilobus (70 cm) \| \| \| \| |
|  | |
|  | Erettopterus serricaudatus (60 cm)                                                                  |
|  | |
|  | Erettopterus bilobus (70 cm)                                                                        |
|  | |

|  | Erettopterus serricaudatus (60 cm) |
|  |                                    |
|  | Erettopterus bilobus (70 cm)       |
|  |                                    |

|  | Jaekelopterus rhenaniae (250 cm)                                                                     |
|  | |
|  | \| \| Acutiramus macrophthalmus (200 cm) \| \| \| \| \| \| Acutiramus bohemicus (210 cm) \| \| \| \| |
|  | |
|  | Acutiramus macrophthalmus (200 cm)                                                                   |
|  | |
|  | Acutiramus bohemicus (210 cm)                                                                        |
|  | |

|  | Acutiramus macrophthalmus (200 cm) |
|  |                                    |
|  | Acutiramus bohemicus (210 cm)      |
|  |                                    |

|  | Jaekelopterus rhenaniae (250 cm)                                                                     |
|  | |
|  | \| \| Acutiramus macrophthalmus (200 cm) \| \| \| \| \| \| Acutiramus bohemicus (210 cm) \| \| \| \| |
|  | |
|  | Acutiramus macrophthalmus (200 cm)                                                                   |
|  | |
|  | Acutiramus bohemicus (210 cm)                                                                        |
|  | |

|  | Acutiramus macrophthalmus (200 cm) |
|  |                                    |
|  | Acutiramus bohemicus (210 cm)      |
|  |                                    |

## Paleobiologia

### Gigantisme

La mida de J. rhenaniae (més gran) i J. howelli (més petit) en comparació amb un humà

Els euriptèrids pterigòtids inclouen molts dels euriptèrids més grans coneguts, com ara Pterygotus i Acutiramus. S'han suggerit diversos factors que podrien haver contribuït a la gran mida sense precedents de Jaekelopterus, els seus parents i altres grans invertebrats paleozoics, com ara la depredació, el comportament de festeig, la competència i els recursos ambientals.
Factors com la respiració, els costos energètics de la muda, la locomoció i les propietats reals de l'exoesquelet restringeixen la mida dels artròpodes. A part de les urpes robustes i molt esclerotitzades, la majoria dels grans segments corporals conservats dels pterigòtids són prims i no mineralitzats. Fins i tot els tergums i les esternites (les plaques que formen les superfícies dels segments abdominals) es conserven generalment com a compressions primes com el paper, cosa que suggereix que els pterigòtids eren de complexió molt lleugera. Es poden observar adaptacions lleugeres similars en altres artròpodes gegants del Paleozoic, com l'Arthropleura gegant semblant a milpeus, i s'ha suggerit que és vital per a l'evolució de les mides dels artròpodes gegants. Una complexió lleugera disminueix la influència dels factors que restringeixen la mida corporal.
Tot i ser els artròpodes més grans, la complexitat lleugera de Jaekelopterus i altres euriptèrids pterigòtids gegants significava que probablement no eren els més pesats. Altres euriptèrids gegants, particularment les formes de caminar dels grans cossos dels Hibbertopteridae, com l'Hibbertopterus de gairebé 2 metres de llarg, poden haver rivalitzat en pes amb els pterigòtids i altres artròpodes gegants, si no els van superar.
El paleontòleg estatunidenc Alexander Kaiser i el paleontòleg sud-africà Jaco Klok van suggerir l'any 2008 que les estimacions massives de mida de Jaekelopterus són exagerades, assenyalant que les estimacions de mida suposen que les proporcions relatives entre els quelícers i la longitud del cos es mantindrien igual que l'animal madur. Es va observar que els denticles (les dents de les urpes) mostraven una al·lometria positiva (eren proporcionalment més grans en exemplars més grans), cosa que Kaiser i Klok suggereixen que podria haver-se produït en els quelícers en conjunt. A més, les coxae (segments d'extremitats) més grans que es troben de la mateixa espècie, que mesuren 27 centímetres d'amplada, suggereixen una longitud corporal màxima total de només 180 centímetres. L'al·lometria positiva no s'ha demostrat en els quelícers euriptèrids en el seu conjunt en cap altre gènere euriptèrid, inclosos els parents més propers de Jaekelopterus. També hi ha alguns exemplars no descrits de J. rhenaniae similars en proporcions als grans quelícers, inclosa una altra urpa trobada als mateixos estrats que la troballa original. Segons l'opinió de Braddy, Poschmann i Tetlie, que van respondre a Kaiser i Klok el mateix any, les estimacions de mida al voltant de 2,5 metres segueixen sent les estimacions més precises sobre la mida màxima de l'espècie fins ara.

### Ontogènia

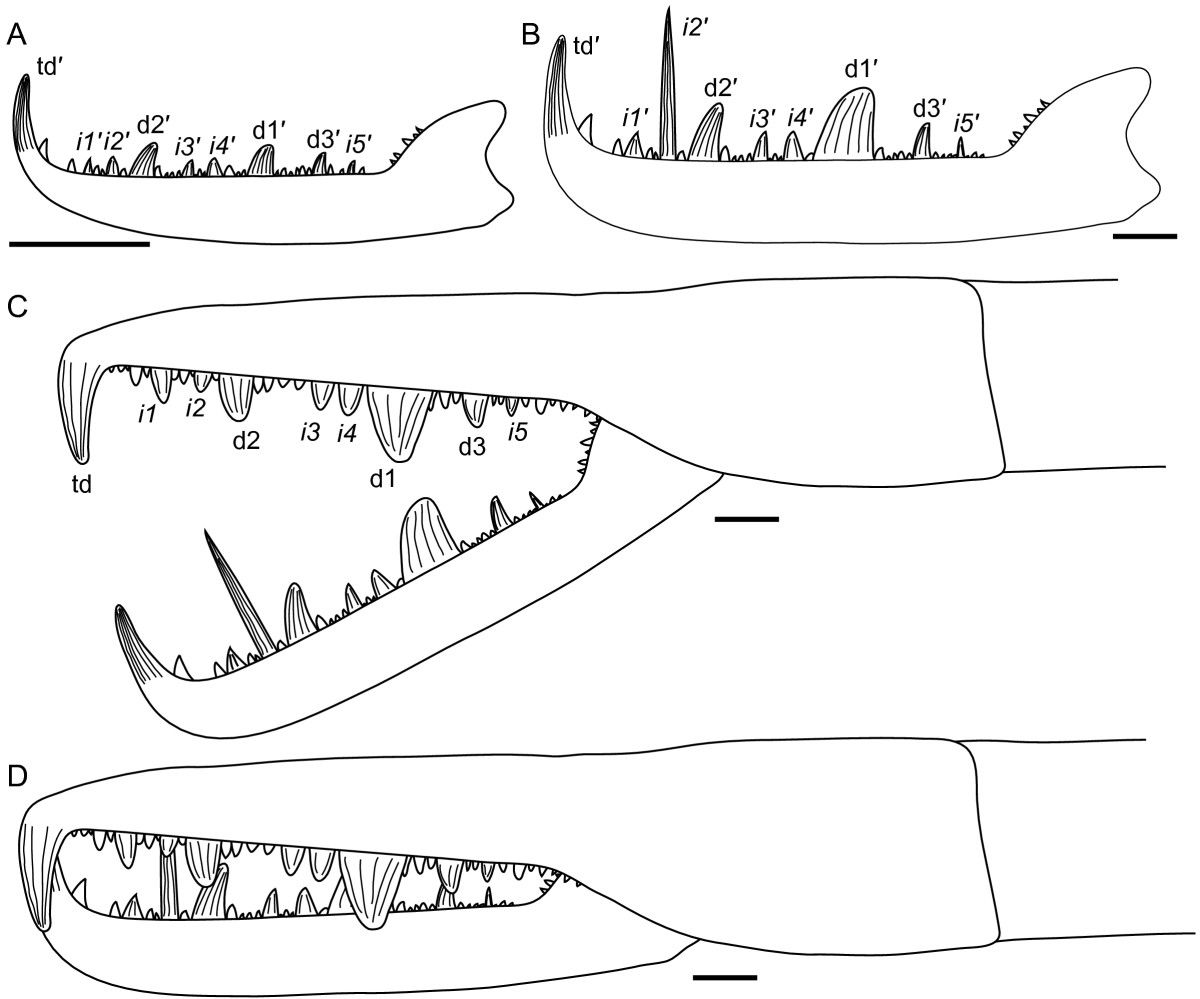
Quelícers de J. howelli. A és un ramus lliure jove, B és un ramus lliure adult i C-D són ramals lliures articulats i fixos dels adults.

Com tots els altres artròpodes, els euriptèrids van madurar a través d'una seqüència d'etapes anomenades «estadis» consistents en períodes d'ècdisi (muda) seguits d'un creixement ràpid. A diferència de molts artròpodes, com els insectes i els crustacis, els quelicerats (el grup al qual pertanyen els euriptèrids com Jaekelopterus, juntament amb altres organismes com els limúlids, els picnogònids i els aràcnids) són generalment desenvolupadors directes, el que significa que no hi ha canvis morfològics extrems després de l'eclosió. Els xifosurs existents es desclouen sense el complement complet dels apèndixs opistosòmics adults (apèndixs units a l'opistosoma, els segments posteriors del cos), però les aranyes existents són desenvolupadores totalment directes. Els estudis d'espècimens fòssils de Strobilopterus i Jaekelopterus suggereixen que l'ontogènia dels euriptèrids va ser àmpliament paral·lela a la dels moderns limúlids, però que els euriptèrids (com els aràcnids) van ser autèntics desenvolupadors directes, eclosionant amb el mateix nombre d'apèndixs i segments que els adults.
Tot i que es coneixen diversos estadis fossilitzats de Jaekelopterus howelli, l'estat fragmentari i incomplet dels exemplars dificulta l'estudi de la seva ontogènia en detall. Malgrat això, hi ha alguns canvis notables que es produeixen en els quelícers, els tèlson i el metasoma. Quatre dels exemplars de J. howelli estudiats per Lamsdell i Selden (2013) conserven els quelícers amb prou detall per permetre l'estudi dels denticles. Es va suposar que dos d'aquests quelícers provenien de joves i dos d'adults. La morfologia dels quelícers és similar en totes les edats, amb la mateixa disposició i nombre de denticles, però també hi va haver algunes diferències notables. En particular, els denticles principals van créixer en grandària en relació amb els denticles intermedis, sent 1,5 vegades la mida dels denticles intermedis en els joves, però fins a 3,5 vegades la mida dels denticles intermedis en adults. A més, el denticle terminal era molt més gran i més robust en els exemplars adults que en els joves. Potser el més extrem de tot, el segon denticle intermedi no és diferent en mida dels altres denticles intermedis en els joves, però és massivament allargat en adults, on és més del doble de la longitud de qualsevol denticle principal. Tot i que aquest creixement en els denticles dels pterigòtids s'ha descrit en altres gèneres, l'allargament massiu del segon denticle intermedi a través de l'ontogènia és exclusiu de Jaekelopterus, particularment de J. howelli.
El metastoma de Jaekelopterus també va alterar les seves dimensions a mesura que l'animal madurava. A J. rhenaniae, l'amplada relativa del metastoma va disminuir a través de l'ontogènia. El metastoma de J. howelli també és més ampli en els joves que en els adults, tot i que les proporcions de llargada i amplada mesurades en joves i adults no eren tan dispars com es suposava, sent 1,43 en joves i 1,46 en adults. Aquest canvi en les dimensions metastòmiques també s'ha observat en altres gèneres d'euriptèrids, com Stoermeropterus, Moselopterus i Strobilopterus.

## Paleoecologia

### Estil de vida i entorn

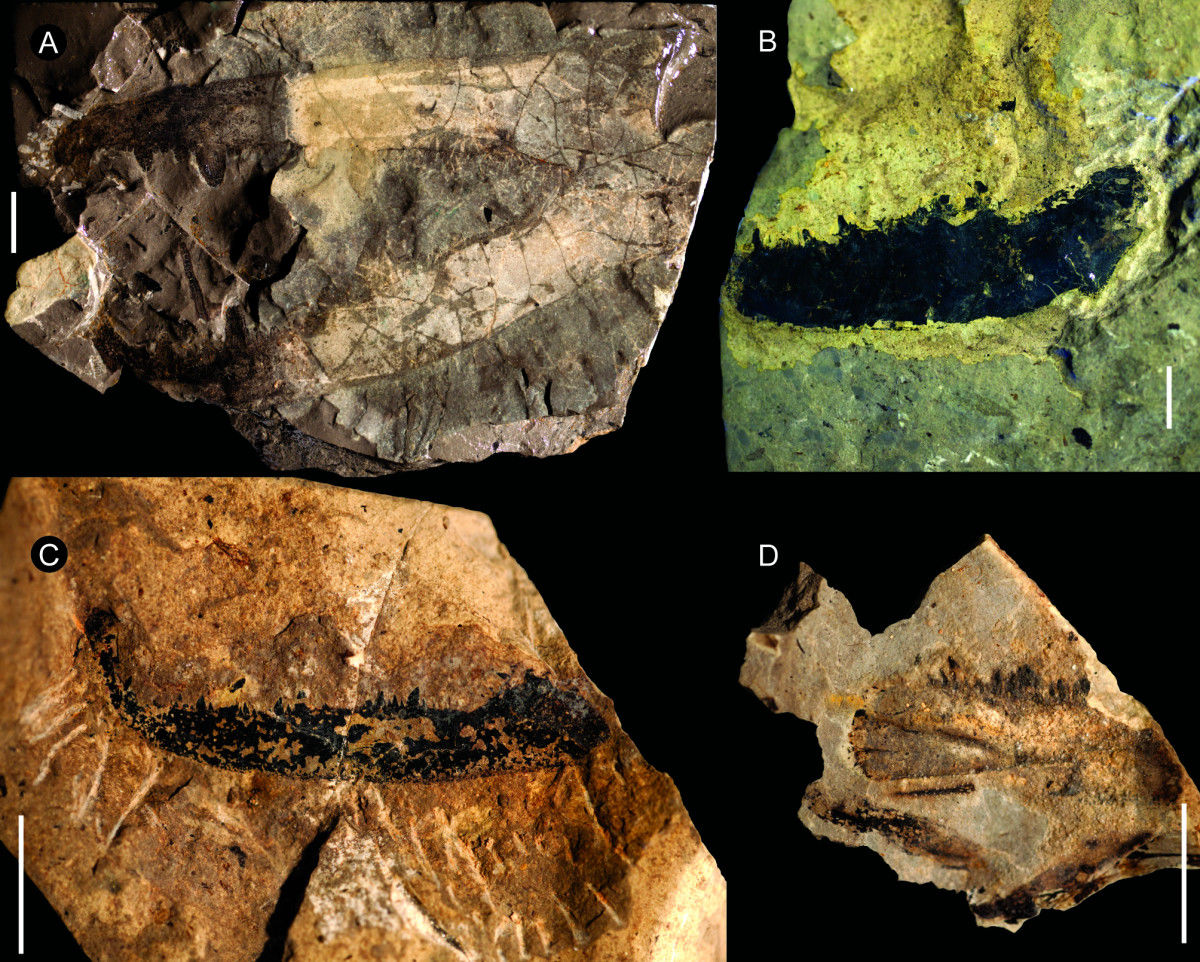
Quelícers fòssils de J. howelli

La morfologia i la construcció corporal de Jaekelopterus i altres euriptèrids dels Pterygotidae suggereix que estaven adaptats a un estil de vida completament aquàtic. Braddy, Poschmann i Tetlie van considerar en un estudi de 2007 que era molt poc probable que un artròpode amb la mida i la complexió de Jaekelopterus pogués caminar per terra. Els euriptèrids com Jaekelopterus sovint es coneixen popularment com «escorpins marins», però els dipòsits dels quals s'han descobert fòssils de Jaekelopterus suggereixen que vivia en ambients aquàtics no marins. La formació de Beartooth Butte a Wyoming, on s'han descobert fòssils de J. howelli, s'ha interpretat com un entorn d'estuari tranquil i poc profund. Aquesta espècie s'ha trobat juntament amb altres dues espècies d'euriptèrids: Dorfopterus angusticollis i Strobilopterus princetonii. També s'ha interpretat que els jaciments fòssils que produeixen J. rhenaniae a Renània formaven part d'un medi aquàtic poc profund amb aigua entre salabrosa i dolça.
Els quelícers de Jaekelopterus són engrandits, robusts i tenen una rama i denticles lliures corbats de diferents longituds i mides, totes adaptacions que corresponen a una forta capacitat de punxada i agafada en escorpins i crustacis existents. Algunes ferides punxades en fòssils del peix àgnat Lechriaspis patula del Devonià d'Utah probablement van ser causades per Jaekelopterus howelli. Les darreres investigacions indiquen que Jaekelopterus era un depredador actiu i visual. Un Jaekelopterus totalment crescut hauria estat un depredador alfa en els seus entorns i probablement haurien depredat d'artròpodes més petits (incloent recorrent al canibalisme) i els primers vertebrats.
Depredador potent i actiu, Jaekelopterus probablement era molt àgil i posseïa una gran maniobrabilitat. La hidromecànica de les pales de natació i els tèlsons de Jaekelopterus i altres pterigòtids suggereixen que tots els membres del grup eren capaços de flotar, de moure's cap endavant i de moure's ràpidament. Tot i que no eren necessàriament animals que nedaven ràpidament, probablement podien perseguir preses en hàbitats com ara llacunes i estuaris.

### Sistema visual

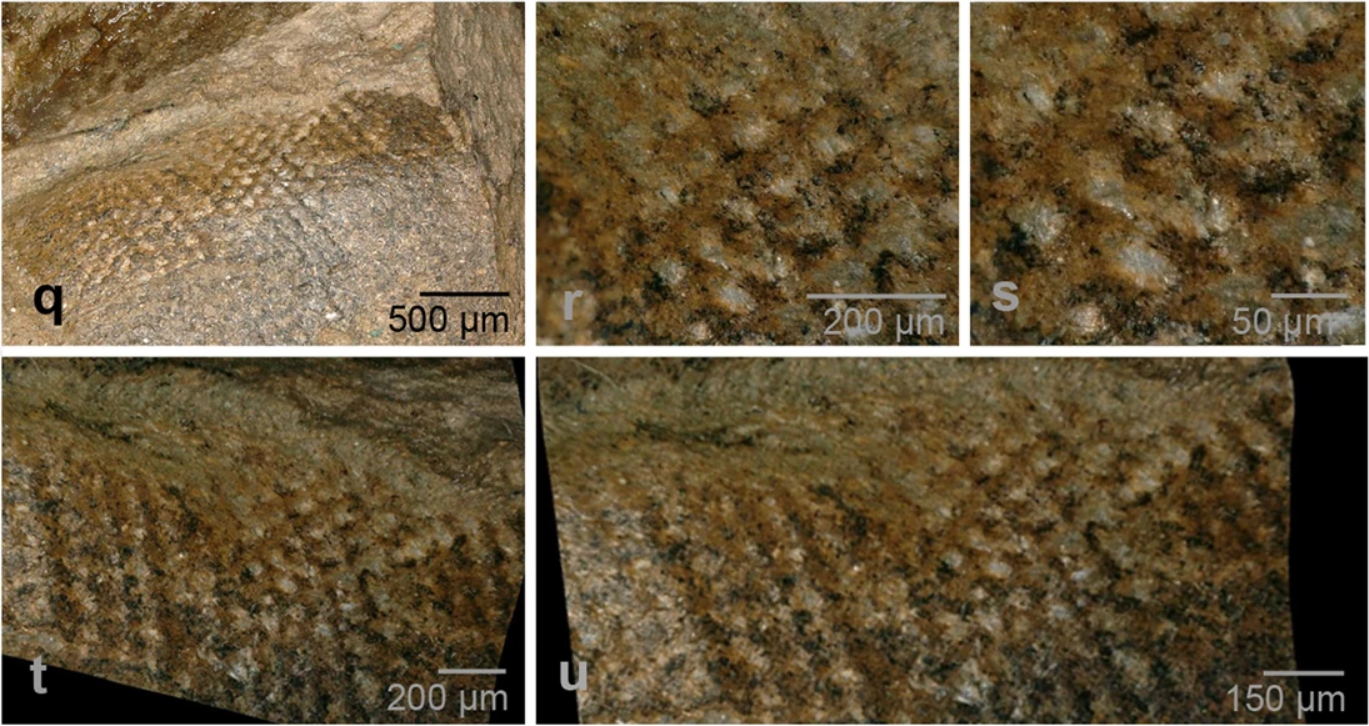
Exocons fossilitzats (els cilindres de lents en forma de con que formen l'ull compost) de J. rhenaniae

La morfologia queliceral i l'agudesa visual dels euriptèrids pterigòtids els separa en diferents grups ecològics. El mètode principal per determinar l'agudesa visual dels artròpodes és determinar el nombre de lents dels seus ulls compostos i l'angle interommatidial (IOA), que és l'angle entre els eixos òptics de les lents adjacents. L'IOA és especialment important, ja que es pot utilitzar per distingir diferents papers ecològics en els artròpodes, sent baix en depredadors d'artròpodes actius moderns.
Tant Jaekelopterus rhenaniae com Pterygotus anglicus tenien una gran agudesa visual, tal com suggereix el baix IOA i moltes lents dels seus ulls compostos. Estudis posteriors sobre els ulls compostos d'exemplars fossilitzats de J. rhenaniae, inclòs un exemplar gran amb l'ull dret conservat del Siegenià superior i un exemplar petit i probable jove, van confirmar l'alta agudesa visual del gènere. La IOA mitjana global de Jaekelopterus (0,87 °) és comparable a la dels artròpodes depredadors moderns. L'agudesa visual de Jaekelopterus augmentava amb l'edat, els exemplars més petits tenien una visió relativament pitjor. Això és coherent amb altres pterigòtids, com Acutiramus, i s'ha interpretat que indica que els Jaekelopterus adults vivien en ambients més foscos, com ara en aigües més profundes. Les proves fòssils d'euriptèrids també donen suport a aquesta conclusió, que indica que els euriptèrids van emigrar a entorns propers a la costa per aparellar-se i desovar.
Jaekelopterus tenia un camp visual superposat frontalment, és a dir, visió estereoscòpica, típica dels animals depredadors. Estructuralment, els ulls euriptèrids eren gairebé idèntics als ulls dels limúlids. El patró quadrat de les cèl·lules receptores dels ulls compostos de Jaekelopterus també és similar, però no idèntic, al patró dels limúlids, cosa que suggereix un sistema visual especialitzat. Els fotoreceptors són inusualment grans a Jaekelopterus. Al voltant dels 70 µm, són molt més grossos que els humans (1-2 µm) i la majoria dels artròpodes (també 1-2 µm), però coincideixen amb els dels limúlids moderns.
Els ulls únics dels limúlids moderns són molt diferents dels ulls d'altres artròpodes moderns i permeten una major percepció de les vores i milloren els contrastos, important per als animals en condicions de poca llum i dispersa. Com que els ulls de Jaekelopterus eren molt similars, és molt probable que tingués les mateixes adaptacions. Amb els seus ulls altament especialitzats, Jaekelopterus estava molt ben adaptat al seu estil de vida depredador.